# بييرلويجي كابيلوزو
بييرلويجي كابيلوزو (بالإيطالية: Pierluigi Cappelluzzo)‏ (9 مايو 1996 في إيطاليا - ) هو لاعب كرة قدم إيطالي في مركز الهجوم. لعب مع نادي بيسكارا ونادي سيينا وهيلاس فيرونا.

## وصلات خارجية
- بييرلويجي كابيلوزو على موقع قاعدة بيانات كرة القدم.إي يو (الإنجليزية)
- بييرلويجي كابيلوزو على موقع Soccerway.com (الإنجليزية)
- بييرلويجي كابيلوزو على موقع AS.com (الإسبانية)